# Lista de producții ale Sony Pictures Animation
Următoarea este o listă cu toate producțiile produse sau lansate de Sony Pictures Animation, divizia de animație a Sony Pictures Motion Picture Group, o companie Sony Pictures Entertainment, inclusiv filme live action și de animație, scurtmetraje, seriale de televiziune și de internet și speciale.
Filmele lor viitoare includ Cel mai tare din parcare pe 13 februarie 2026, Buds pe 12 martie 2027 și Spider-Man: Beyond the Spider-Verse pe 4 iunie 2027.

## Filme

### Filme lansate
Toate filmele sunt coproduse cu Columbia Pictures și sunt distribuite de Sony Pictures Releasing. Excepțiile sunt notate.
| #  | Titlu                                         | Premiera           | Regizor                                              | Coproducție cu | Servicii de animație                                           | Note                                                             |
| -- | --------------------------------------------- | ------------------ | ---------------------------------------------------- | --- | -------------------------------------------------------------- | ---------------------------------------------------------------- |
| 1  | Năzdrăvanii din pădure                        | 29 septembrie 2006 | Jill Culton Roger Allers Co-regizor: Anthony Stacchi | N/A | Sony Pictures Imageworks                                       | N/A                                                              |
| 2  | Cu toții la surf!                             | 8 iunie 2007       | Ash Brannon Chris Buck                               | N/A | Sony Pictures Imageworks                                       | N/A                                                              |
| 3  | Năzdrăvanii din pădure 2                      | 24 septembrie 2008 | Matthew O'Callaghan Co-regizor: Todd Wilderman       | N/A | Sony Pictures Imageworks Reel FX Creative Studios              | Direct-pe-video; distribuire de Sony Pictures Home Entertainment |
| 4  | Stă să plouă cu chiftele                      | 18 septembrie 2009 | Phil Lord Christopher Miller                         | N/A | Sony Pictures Imageworks                                       | N/A                                                              |
| 5  | Năzdrăvanii din pădure 3                      | 21 octombrie 2010  | Cody Cameron                                         | N/A | Reel FX Creative Studios                                       | Direct-pe-video; distribuire de Sony Pictures Home Entertainment |
| 6  | Ștrumpfii                                     | 29 iulie 2011      | Raja Gosnell                                         | The Kerner Entertainment Company | Sony Pictures Imageworks                                       | N/A                                                              |
| 7  | Marea cursă de Crăciun                        | 23 noiembrie 2011  | Sarah Smith Co-regizor: Barry Cook                   | Aardman Animations | Aardman Animations Sony Pictures Imageworks                    | N/A                                                              |
| 8  | Pirații! O bandă de neisprăviți               | 27 aprilie 2012    | Peter Lord Co-regizor: Jeff Newitt                   | Aardman Animations | Aardman Animations DNEG                                        | N/A                                                              |
| 9  | Hotel Transilvania                            | 28 septembrie 2012 | Genndy Tartakovsky                                   | N/A | Sony Pictures Imageworks                                       | N/A                                                              |
| 10 | Ștrumpfii 2                                   | 31 iulie 2013      | Raja Gosnell                                         | The Kerner Entertainment Company | Sony Pictures Imageworks                                       | N/A                                                              |
| 11 | Stă să plouă cu chiftele 2                    | 27 septembrie 2013 | Cody Cameron Kris Pearn                              | N/A | Sony Pictures Imageworks                                       | N/A                                                              |
| 12 | Hotel Transilvania 2                          | 25 septembrie 2015 | Genndy Tartakovsky                                   | LStar Capital MRC | Sony Pictures Imageworks                                       | N/A                                                              |
| 13 | Goosebumps: Îți facem părul măciucă           | 16 octombrie 2015  | Rob Letterman                                        | LStar Capital Village Roadshow Pictures Original Film Scholastic Entertainment                                                                  | Moving Picture Company                                         | N/A                                                              |
| 14 | Năzdrăvanii din pădure. Speriosul sperioșilor | 18 decembrie 2015  | David Feiss                                          | N/A | Rainmaker Entertainment                                        | Direct-pe-video; distribuire de Sony Pictures Home Entertainment |
| 15 | Cu toții la surf 2: Mania valurilor           | 17 ianuarie 2017   | Henry Yu                                             | WWE Studios | Rainmaker Entertainment                                        | Direct-pe-video; distribuire de Sony Pictures Home Entertainment |
| 16 | Ștrumpfii: Satul Pierdut                      | 7 aprilie 2017     | Kelly Asbury                                         | LStar Capital The Kerner Entertainment Company Wanda Pictures                                                                                   | Sony Pictures Imageworks                                       | N/A                                                              |
| 17 | Emoji Filmul. Aventura zâmbăreților 3D        | 28 iulie 2017      | Tony Leondis                                         | N/A | Sony Pictures Imageworks                                       | N/A                                                              |
| 18 | Primul Crăciun                                | 17 noiembrie 2017  | Timothy Reckart                                      | The Jim Henson Company Franklin Entertainment Walden Media Affirm Films                                                                         | Cinesite                                                       | N/A                                                              |
| 19 | Peter Iepurașul                               | 9 februarie 2018   | Will Gluck                                           | Olive Bridge Entertainment 2.0 Entertainment Screen Australia                                                                                   | Animal Logic                                                   | N/A                                                              |
| 20 | Hotel Transilvania 3: Monștrii în vacanță     | 13 iulie 2018      | Genndy Tartakovsky                                   | MRC | Sony Pictures Imageworks                                       | N/A                                                              |
| 21 | Goosebumps 2: Halloween bântuit               | 12 octombrie 2018  | Ari Sandel                                           | Original Film Scholastic Entertainment Silvertongue Films                                                                                       | Pixomondo                                                      | N/A                                                              |
| 22 | Omul-Păianjen: În lumea păianjenului          | 14 decembrie 2018  | Bob Persichetti Peter Ramsey Rodney Rothman          | Marvel Entertainment Arad Productions Lord Miller Productions Pascal Pictures                                                                   | Sony Pictures Imageworks                                       | N/A                                                              |
| 23 | Angry Birds 2                                 | 14 august 2019     | Thurop Van Orman Co-regizor: John Rice               | Rovio Entertainment | Sony Pictures Imageworks                                       | N/A                                                              |
| 24 | Familia Mitchell împotriva roboților          | 23 aprilie 2021    | Mike Rianda Co-regizor: Jeff Rowe                    | Lord Miller Productions One Cool Films | Sony Pictures Imageworks                                       | Distribuire de Netflix                                           |
| 25 | Dragonul magic                                | 11 iunie 2021      | Chris Appelhans                                      | Beijing Sparkle Roll Media Corporation Tencent Pictures Base Media Flagship Entertainment Group Boss Collaboration Cultural Investment Holdings | Base FX Industrial Light & Magic Titmouse, Inc. Original Force | Distribuire de Netflix                                           |
| 26 | Vivo                                          | 6 august 2021      | Kirk DeMicco Co-regizor: Brandon Jeffords            | One Cool Films Laurence Mark Productions | Sony Pictures Imageworks                                       | Distribuire de Netflix                                           |
| 27 | Hotel Transilvania: Transformania             | 14 ianuarie 2022   | Derek Drymon Jennifer Kluska                         | MRC | Sony Pictures Imageworks                                       | Distribuire de Amazon Studios                                    |
| 28 | Omul-Păianjen: Prin lumea păianjenului        | 2 iunie 2023       | Joaquim Dos Santos Kemp Powers Justin K. Thompson    | Marvel Entertainment Arad Productions Lord Miller Productions Pascal Pictures                                                                   | Sony Pictures Imageworks                                       | N/A                                                              |
| 29 | Fetele Kpop la vânătoare de demoni            | 20 iunie 2025      | Maggie Kang Chris Appelhans                          | N/A | Sony Pictures Imageworks                                       | Distribuire de Netflix                                           |
| 30 | Țac-țac!                                      | 13 august 2025     | Genndy Tartakovsky                                   | N/A | Renegade Animation Lightstar Studios                           | Distribuire de Netflix                                           |

### Filme viitoare
| #  | Titlu                               | Premiera          | Regizor                                 | Coproducție cu                                           | Servicii de animație     | Status       | Note |
| -- | ----------------------------------- | ----------------- | --------------------------------------- | -------------------------------------------------------- | ------------------------ | ------------ | ---- |
| 31 | Cel mai tare din parcare            | 13 februarie 2026 | Tyree Dillihay Co-regizor: Adam Rosette | Unanimous Media Modern Magic                             | Sony Pictures Imageworks | În producție | N/A  |
| 32 | Buds                                | 12 martie 2027    | VFA                                     | VFA                                                      | VFA                      | În producție | N/A  |
| 33 | Spider-Man: Beyond the Spider-Verse | 25 iunie 2027     | Bob Persichetti Justin K. Thompson      | Arad Productions Lord Miller Productions Pascal Pictures | Sony Pictures Imageworks | În producție | N/A  |

## Scurtmetraje
| #  | Titlu                                   | Premiera                                              | Regizor            | Coproducție cu                                           | Servicii de animație                     | Lansare cu                             | Note                       |
| -- | --------------------------------------- | ----------------------------------------------------- | ------------------ | -------------------------------------------------------- | ---------------------------------------- | -------------------------------------- | -------------------------- |
| 1  | The ChubbChubbs!                        | Eric Armstrong                                        | 3 iulie 2002       | N/A                                                      | Sony Pictures Imageworks                 | Bărbații în negru II                   | Lansare teatrală           |
| 2  | Early Bloomer                           | Kevin Johnson                                         | 9 mai 2003         | N/A                                                      | Sony Pictures Imageworks                 | Grădinița lui Tăticu'                  | Lansare teatrală           |
| 3  | Boog and Elliot's Midnight Bun Run      | Jill Culton                                           | 30 ianuarie 2007   | N/A                                                      | Sony Pictures Imageworks                 | Năzdrăvanii din pădure                 | Lansare media la domiciliu |
| 4  | The ChubbChubbs Save Xmas               | Cody Cameron                                          | 8 august 2007      | N/A                                                      | Sony Pictures Imageworks Prana Studios   | Tabără cu bucluc                       | Lansare teatrală           |
| 5  | The Smurfs: A Christmas Carol           | Troy Quane                                            | 2 decembrie 2011   | N/A                                                      | Sony Pictures Imageworks Duck Studios    | Ștrumpfii                              | Lansare media la domiciliu |
| 6  | So You Want to Be a Pirate!             | Jay Grace                                             | 28 august 2012     | Aardman Animations                                       | Aardman Animations                       | Pirații! O bandă de neisprăviți        | Lansare media la domiciliu |
| 7  | Goodnight Mr. Foot                      | Genndy Tartakovsky                                    | 26 octombrie 2012  | N/A                                                      | Rough Draft Studios                      | Hotel Transilvania                     | Lansare teatrală           |
| 8  | The Smurfs: The Legend of Smurfy Hollow | Stephan Franck                                        | 10 septembrie 2013 | N/A                                                      | Sony Pictures Imageworks Duck Studios    | Ștrumpfii 2                            | Lansare media la domiciliu |
| 9  | Super Manny                             | David Feiss                                           | 2 octombrie 2013   | N/A                                                      | Sony Pictures Imageworks 6 Point Harness | Stă să plouă cu chiftele 2             | Lansare teatrală           |
| 10 | Earl Scouts                             | David Feiss                                           | 9 octombrie 2013   | N/A                                                      | Sony Pictures Imageworks 6 Point Harness | Stă să plouă cu chiftele 2             | Lansare teatrală           |
| 11 | Steve's First Bath                      | David Feiss                                           | 28 ianuarie 2014   | N/A                                                      | Sony Pictures Imageworks 6 Point Harness | Stă să plouă cu chiftele 2             | Lansare media la domiciliu |
| 12 | Attack of the 50-Foot Gummi Bear        | David Feiss                                           | 28 ianuarie 2014   | N/A                                                      | 6 Point Harness                          | Stă să plouă cu chiftele 2             | Lansare media la domiciliu |
| 13 | Puppy!                                  | Genndy Tartakovsky                                    | 28 iulie 2017      | N/A                                                      | Sony Pictures Imageworks                 | Emoji Filmul. Aventura zâmbăreților 3D | Lansare teatrală           |
| 14 | Flopsy Turvy                            | David Scott                                           | 30 martie 2018     | N/A                                                      | Animal Logic                             | Peter Iepurașul                        | Lansare teatrală           |
| 15 | Spider-Ham: Caught in a Ham             | Miguel Jiron                                          | 19 martie 2019     | Marvel Entertainment                                     | Titmouse, Inc.                           | Omul-Păianjen: În lumea păianjenului   | Lansare media la domiciliu |
| 16 | Hair Love                               | Matthew A. Cherry Everett Downing, Jr. Bruce W. Smith | 14 august 2019     | Lion Forge Entertainment Matthew A. Cherry Entertainment | 6 Point Harness                          | Angry Birds 2                          | Lansare teatrală           |
| 17 | Live Stream                             | John Rice                                             | 12 noiembrie 2019  | Rovio Entertainment                                      | Sony Pictures Imageworks                 | Angry Birds 2                          | Lansare media la domiciliu |
| 18 | Monster Pets                            | Jennifer Kluska Derek Drymon                          | 3 aprilie 2021     | N/A                                                      | Sony Pictures Imageworks                 | Diverse filme                          | Lansare teatrală           |
| 19 | Dog Cop 7: The Final Chapter            | Caitlin Vanarsdale                                    | 14 decembrie 2021  | N/A                                                      | Sony Pictures Imageworks                 | Familia Mitchell împotriva roboților   | Lansare media la domiciliu |
| 20 | The Spider Within: A Spider-Verse Story | Jarelle Dampler                                       | 27 martie 2024     | Marvel Entertainment                                     | Sony Pictures Imageworks                 | YouTube                                | Lansare online             |

## Seriale

### Seriale lansate
| # | Titlu                                    | Creator(i) / Dezvolator(i)               | Premiera           | Finalul           | Canal                                                                  | Coproducție cu                                                  | Servicii de animație                                 |
| - | ---------------------------------------- | ---------------------------------------- | ------------------ | ----------------- | ---------------------------------------------------------------------- | --------------------------------------------------------------- | ---------------------------------------------------- |
| 1 | Stă să plouă cu chiftele                 | Mark Evestaff Alex Galatis               | 20 februarie 2017  | 30 iunie 2018     | Cartoon Network (2017) / Boomerang (2018) (Statele Unite) YTV (Canada) | Corus Entertainment DHX Media                                   | DHX Media Vancouver DHX Media Toronto Cartoon Conrad |
| 2 | Hotel Transilvania: Serialul             | Mark Steinberg                           | 25 iunie 2017      | 29 octombrie 2020 | Disney Channel (Statele Unite) Teletoon (Canada)                       | Nelvana Corus Entertainment                                     | Nelvana Pipeline Studios Yeti Farm Creative          |
| 3 | Go! Cartoons                             | Fred Seibert                             | 7 noiembrie 2017   | 10 aprilie 2018   | YouTube                                                                | Frederator Studios                                              | Digital eMation Dongwoo A&E                          |
| 4 | Agentul Elvis                            | Priscilla Presley John Eddie Mike Arnold | 17 martie 2023     | 17 martie 2023    | Netflix                                                                | Titmouse, Inc.                                                  | Combo Studio                                         |
| 5 | Young Love                               | Matthew A. Cherry                        | 20 septembrie 2023 | 19 octombrie 2023 | Max                                                                    | Lion Forge Animation Carl Jones Studios Cherry Lane Productions | Atomic Cartoons                                      |
| 6 | Năzdrăvanii din pădure: Chemarea naturii | Jennie Stacey Kent Redecker              | 3 noiembrie 2023   | 31 mai 2024       | Family Channel                                                         | 9 Story Media Group Brown Bag Films                             | N/A                                                  |

### Seriale viitoare
| # | Titlu                                    | Creator(i) / Dezvoltator(i) | Premiera | Canal   | Coproducție cu         | Servicii de animație |
| - | ---------------------------------------- | --------------------------- | -------- | ------- | ---------------------- | -------------------- |
| 7 | Motel Transylvania                       | VFA                         | 2025     | Netflix | N/A                    | ICON Creative Studio |
| 8 | Serial fără nume cu Vânătorii de fantome | Elliott Kalan               | VFA      | Netflix | Ghost Corps            | VFA                  |
| 9 | Superbago!                               | VFA                         | VFA      | VFA     | Stoopid Buddy Stoodios | VFA                  |